# Niederwald (Teksas)
Niederwald – miasto w Stanach Zjednoczonych, w stanie Teksas, w hrabstwie Caldwell.